# Sorna Bluff
Das Sorna Bluff ist ein markantes und 2020 m hohes Felsenkliff im westantarktischen Queen Elizabeth Land. In der Forrestal Range der Pensacola Mountains ragt es oberhalb des May Valley an der Nordflanke des Saratoga Table auf.
Der United States Geological Survey kartierte es anhand eigener Vermessungen und Luftaufnahmen der United States Navy aus den Jahren von 1956 bis 1966. Das Advisory Committee on Antarctic Names benannte es 1968 nach Lieutenant Commander Ronald E. Sorna, Navy-Pilot bei Flügen zur Erstellung von Luftaufnahmen der Pensacola Mountains.